# ثلاث أخوات
ثلاث أخوات (بالتركية: Üç Kız Kardeş)‏ هو مسلسل دراما تركي قادم مبني على رواية تحمل نفس الاسم للكاتبة إجلال أيدين، المسلسل من بطولة إجلال، اوزجو كايا، ألميلا أدا وريها أوزغان. صدر المسلسل في 22 فبراير 2022 على قناة كانال دي.

## روابط خارجية
- الموقع الرسمي